# Кассис
Кассис (Каси, фр. Cassis) — город и коммуна на юго-востоке Франции в регионе Прованс — Альпы — Лазурный Берег, департамент Буш-дю-Рон, округ Марсель, кантон Ла-Сьота.

## Географическое положение
Расположен примерно в 20 км восточнее Марселя. Между коммунами Кассис и Ла-Сьота находится мыс Канай, одна из самых высоких прибрежных скал Европы (399 м). Город знаменит прибрежными скалами, а также производящимися в окрестности винами.
Площадь коммуны — 26,86 км², население — 7560 человек (2012), плотность населения — 281,5 чел/км².

## История
Первые свидетельства поселения на месте Кассиса относятся к VI—V векам до н. э. Здесь жили лигуры, занимавшиеся охотой, рыболовством и сельским хозяйством. От них остались остатки укреплений. Предполагается также, что в Кассисе было сильно греческое присутствие. Во время Римской Империи тут уже существовало рыбацкое поселение. Археологические находки говорят также о том, что Кассис имел торговые связи по всему Средиземноморью, особенно с Северной Африкой.
С V по X век нашествия варваров вынудили местное население выстроить замок. В 1223 году он стал владением местного феодала, сеньора Ле-Бо-де-Прованса. 4 апреля 1402 года савойский граф Одон де Вильяр подарил своему племяннику Филиппу де Леви существенную часть земель на Лазурном Берегу, на которых находился и Кассис. За это Филипп обязался воевать на его стороне против Раймонда Туренского. В XV веке Кассис попал под власть графов Прованса, затем герцог Рене Добрый передал его епископам Марселя, в подчинении которых Кассис и оставался до Великой Французской революции 1789 года.
В XVIII веке Кассис перерос городские стены и стал расширяться в сторону гавани. В это же время стала активно развиваться добыча местного известняка, во всём мире известного как кассисский камень (хотя в малых количествах известняк добывался тут с античности), а в XX веке — виноделие.

## Топоним
Старейшая форма названия, известная в II в. — Tutelæ Charsitanæ. В IV веке поселение уже называлось Carsicis, в 1323 году замок упоминается как Castrum Cassitis («Замок Касситис»). Предположительно, основная часть названия, «кар», происходит от праиндоевропейского слова, обозначающего камень.

## Города-побратимы
- Портофино, Италия
- Бернем-он-Си, Великобритания
- Алушта, Россия/Украина[4][5][нет в источнике]